# Cotesia congestiformis
Cotesia congestiformis är en stekelart som först beskrevs av Henry Lorenz Viereck 1923.  Cotesia congestiformis ingår i släktet Cotesia och familjen bracksteklar. Inga underarter finns listade i Catalogue of Life.